# Softbox

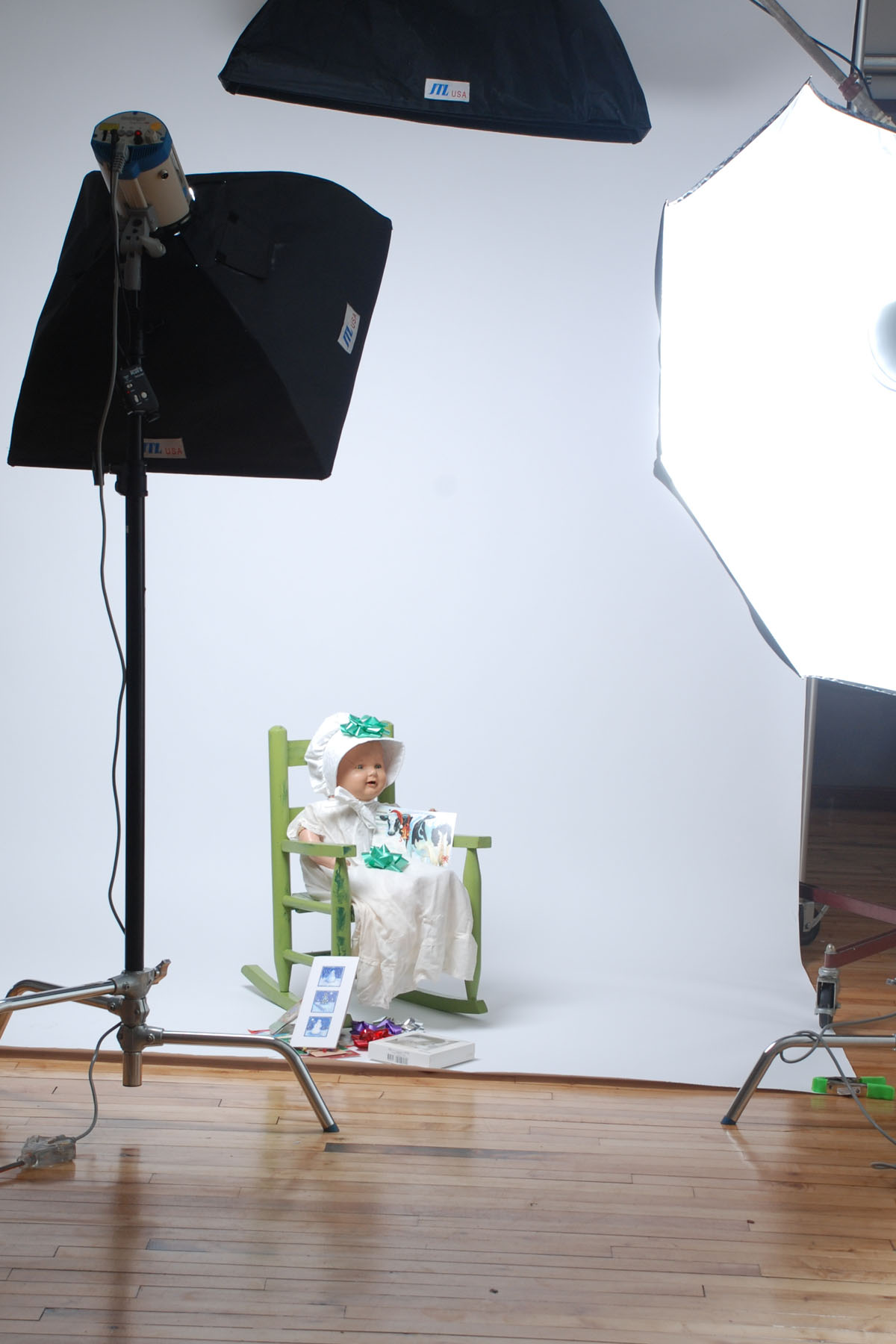
Studio fotograficzne – po lewej softbox kwadratowy, po prawej fragment softboksu ośmiokątnego

Softbox – jeden z modyfikatorów oświetlenia stosowany w fotografii i filmowaniu. Używany głównie do studyjnych lamp oświetleniowych. W zależności od kształtu i wielkości pozwala na zmianę charakteru oświetlenia planu przez zmniejszenie lub eliminację cieni. 

## Budowa
1. Pierścień mocujący – różni producenci lamp stosują różne mocowania. Wielu małych producentów korzysta z mocowania firmy Bowens. Są też mocowania uniwersalne ze śrubami dociskowymi.
2. Szkielet – zwykle są to pręty zamocowane do pierścienia mocującego i rozpinające materiał softboksu. W przypadku softboksów kolumnowych jest to stelaż z rur aluminiowych.
3. Pokrycie – materiał pokrywający tył i boki softboksu, z zewnątrz czarny dla eliminacji odbłysków, wewnątrz pokryty materiałem dobrze odbijającym światło, zwykle srebrnym.
4. Dyfuzor – biała tkanina rozpraszająca światło. Część softboksów umożliwia we wnętrzu umieszczenie dodatkowego mniejszego dyfuzora w celu dokładniejszego rozproszenia światła.
5. Grid – do softboksu można dołączyć grid, jest to kratownica z materiału zapobiegająca rozpraszaniu się światła na boki.

## Typy softboksów

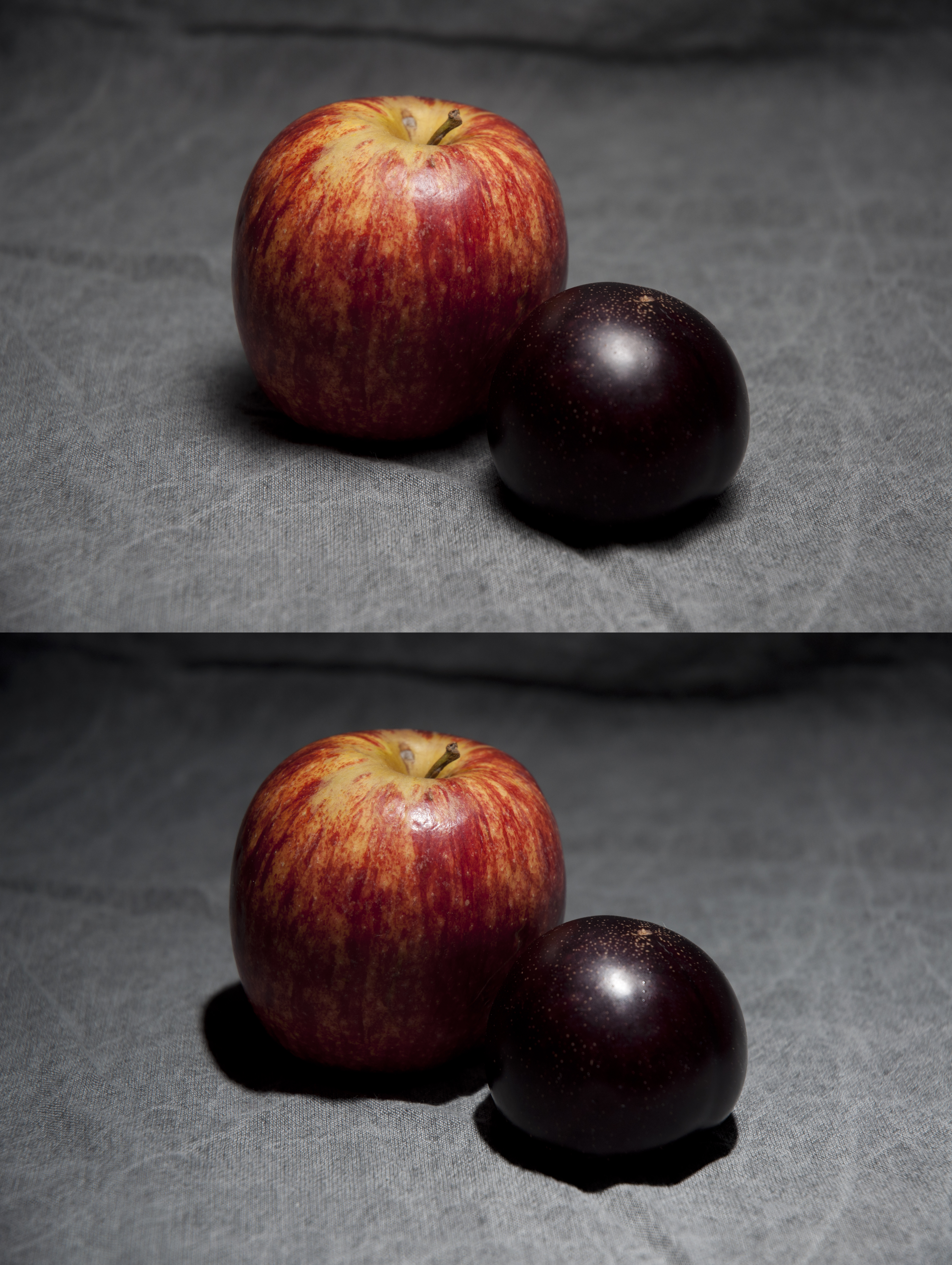
Fotografia z użyciem softboksu (na górze) i bez jego użycia (na dole)

Softboksy można podzielić ze względu na kształt, wielkość, zastosowanie. 
Kształt – softboksy mogą być kwadratowe, prostokątne o różnej proporcji boków, najwęższe nazywane są stripami, ośmiokątne zwane popularnie oktami. W zależności od kształtu można uzyskać przy ich pomocy różne światło. Ośmiokątne dają równomierne, miękkie oświetlenie, wąski prostokątny oświetla wąski pas. 
Wielkość – najmniejsze są stosowane w lampach reporterskich, największe (kolumnowe) rozpraszają światło kilku lamp. Im większy softbox tym bardziej rozprasza światło, ale wymaga mocniejszej lampy. Najmniejsze mają po kilkanaście centymetrów i są mocowane na lampach reporterskich, kolumnowe mogą mieć ponad 2 metry wysokości i ponad metr szerokości. Ośmiokątne występują w średnicach od 80 do 200 cm.
Zastosowanie – część softboksów ma specjalne zastosowanie – istnieją softboksy sufitowe, specjalnie przystosowane do mocowania pod sufitem i oświetlania planu z góry, softboksy reporterskie na przenośne lampy, stripy stosuje się głównie do oświetlania tła. Do lamp światła ciągłego stosuje się specjalne softboksy odporne na wysoką temperaturę.